# Царица Йоанна (булевард в София)
Царица Йоанна е булевард, разположен в западната част на София.
Започва в западния край на ж.к. „Люлин“ от бул. „Д-р Петър Дертлиев“, недалеч от Околовръстния път (без да има излаз на него). На изток достига широкия център при бул. „Константин Величков“, където свършва. Продължението на „Царица Йоанна“ на изток е бул. „Тодор Александров“.
По пътя си от запад на изток бул. „Царица Йоанна“ пресича 4 големи булеварда: на 2 пъти се пресича с бул. „Д-р Петър Дертлиев“ – още в началото си и в източния край на ж.к. Люлин на границата със Западния парк. Също така се пресича и от бул. „Панчо Владигеров“ в средата на жк. Люлин, от бул. „Вардар“ до ж.к. Западен парк и бул. „Константин Величков“, където свършва.
Под целия бул. „Царица Йоанна“, с изключение на най-западния му участък в ж.к. Люлин между бул. „Д-р Петър Дертлиев“ и бул. „Панчо Владигеров“, преминава част от трасето на Първи метродиаметър на Софийското метро и по него са разположени 3 метростанции: Метростанция Люлин (в центъра на ж.к. Люлин), Метростанция Западен парк (на кръстовището с бул. „Д-р Петър Дертлиев“ до ж.к. Люлин-10 и Люлин-7) и Метростанция Вардар (на кръстовището с бул. „Вардар“). В източния край на булеварда, на границата с бул. „Тодор Александров“ е разположена и Метростанция Константин Величков.